# Да, мило
„Да, мило“ (на английски: Yes, Dear) е северноамерикански ситуационен тв комедиен сериал, излъчен от 2 октомври 2000 г. до 15 февруари 2006 г. по CBS.

## Сюжет
Внимание:  Текстът по-долу разкрива сюжета на произведението (или части от него)!
„Да, мило“ е исторята на две крайно различни семейства принудени да живеят заедно. Крайностите, в които изпадат, създават често конфузни, но и забавни ситуации. Грег и Ким са концентрирани в това да бъдат идеалните и типични мама и татко. Грег работи в развлекателния бизнес, а Ким е перфектната домакиня. Джими и Кристин от друга страна са нетипични веселящи се купонджии, които не се съсредочават върху далечното бъдеще. Джими работи като охранител, а Кристин си търси работа. Джими и Кристин са приети в дома на Грег и Ким, тъй като не си намират дом. Двете семейства имат по две деца, за които трябва да се грижат, да ги възпитават и да споделят опит.

## Актьорски състав
- Антъни Кларк – Грег Уорнър. В българския дублаж се озвучава от Радослав Рачев в първия и втория сезон и от Георги Стоянов от трети до шести.
- Майк О'Мали – Джеймс „Джими“ Хюз. В българския дублаж се озвучава от Камен Асенов от първия до четвъртия сезон, от Живко Джуранов в петия и от Цанко Тасев в шестия.
- Лайза Снайдър – Кристин Хюз. В българския дублаж се озвучава от Елена Бозова в първия и втория сезон и от Милица Гладнишка от третия до шестия.
- Джийн Луиза Кели – Ким Уорнър. В българския дублаж се озвучава от Вилма Карталска.

## Връзка с „Да отгледаш Хоуп“
Джими и Кристин се появяват в сериала „Да отгледаш Хоуп“, който също е създаден от Грегъри Томас Гарсия.

## „Да, мило“ в България
В България сериала за първи път е излъчен по Fox Life през 2007 г. След излъчването на първия и втория сезон по-късно са пуснати третият и четвъртият. Петият и шестият са излъчени през 2009 г. От първия до петия сезон дублажът е на студио „Александра Аудио“, а в шестият е на студио „Доли“. Ролите се озвучават от артистите Вилма Карталска, Елена Бозова в първия и втория сезон, Милица Гладнишка от третия до шестия, Камен Асенов от първия до четвъртия, Радослав Рачев в първия и втория, Живко Джуранов в петия, Цанко Тасев в шестия и Георги Стоянов от третия до шестия.